# Антор, Алекс
Алекс Антор Сейгноурел (фр. Alex Antor Seignourel; род. 1 апреля 1979, Нарбон, Франция) — андоррский горнолыжник.

## Спортивная карьера

### Выступления на зимних Олимпийских играх
| Олимпийские игры    | Скоростной спуск | Супергигант | Гигантский слалом | Слалом | Комбинация |
| ------------------- | ---------------- | ----------- | ----------------- | ------ | ---------- |
| 2002 Солт-Лейк-Сити | —                | —           | 36                | DNF    | —          |
| 2006 Турин          | 39               | DNF         | —                 | DNF    | DNF        |

### Выступления на чемпионатах мира
| Чемпионат мира      | Скоростной спуск | Супергигант | Гигантский слалом | Слалом | Комбинация |
| ------------------- | ---------------- | ----------- | ----------------- | ------ | ---------- |
| 2003 Санкт-Мориц    | —                | DNF         | DNF               | DNF    | —          |
| 2005 Санта-Катерина | 34               | 45          | —                 | —      | 20         |